# 2032年ブリスベンパラリンピック
2032年ブリスベンパラリンピック（2032ねんブリスベンパラリンピック）は、国際パラリンピック委員会が主催する第19回の夏季パラリンピックで、2032年ブリスベンオリンピックの後、同年8月24日から9月5日までオーストラリア・クイーンズランド州ブリスベンで開催される。ブリスベン2032（Brisbane 2032）と呼称される。同国でのパラリンピックの開催は2000年シドニーパラリンピック以来2回目。